# Agapetus medicus
Agapetus medicus là một loài Trichoptera trong họ Glossosomatidae. Chúng phân bố ở miền Tân bắc.